# 大欖郊野公園

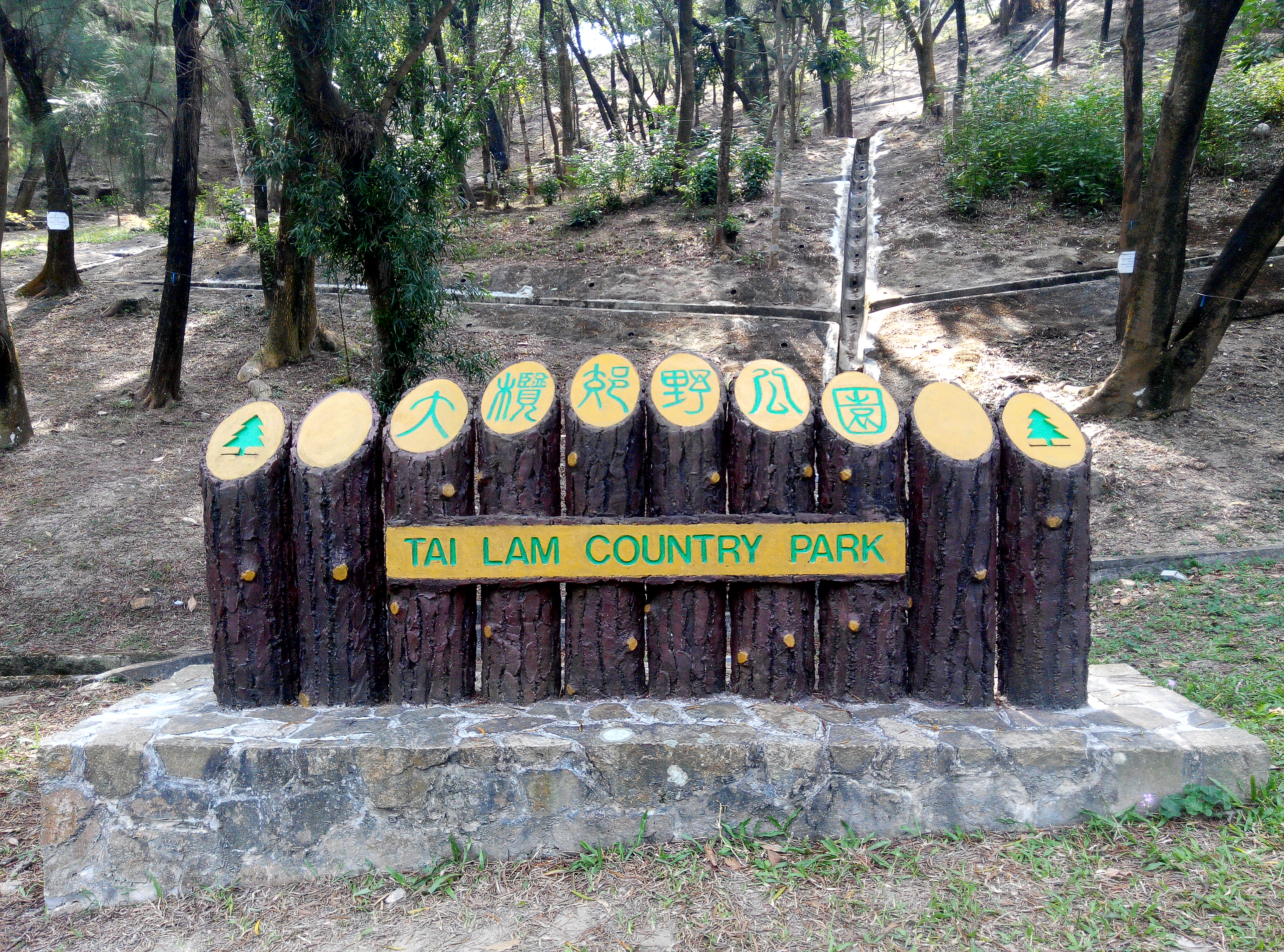
大欖郊野公園於大棠的標誌

大欖郊野公園（英語：Tai Lam Country Park）是香港新界的一座郊野公園，佔地達5,412公頃，於1979年2月23日劃定，地區行政上大部份屬於元朗區。公園毗鄰錦上路、屯門、深井及青龍頭，園內有田夫仔和清快塘兩個鄉村，是香港面積第二大的郊野公園。公園範圍東至荃錦公路，南面為屯門公路以北一帶，北面至石崗、河背水塘引水道及大棠等地，而西面為屯門及藍地水塘。

## 歷史

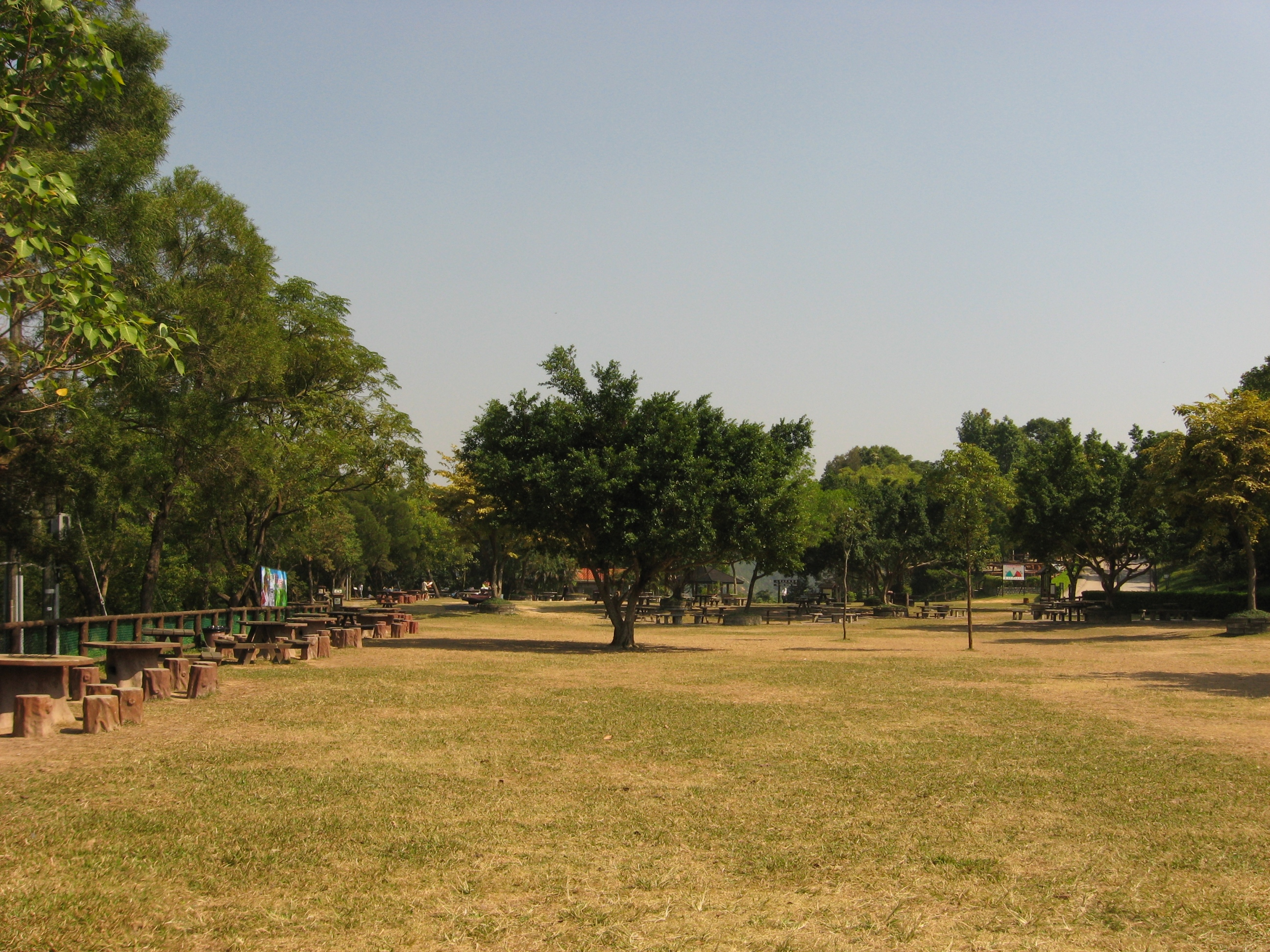
大欖郊野公園

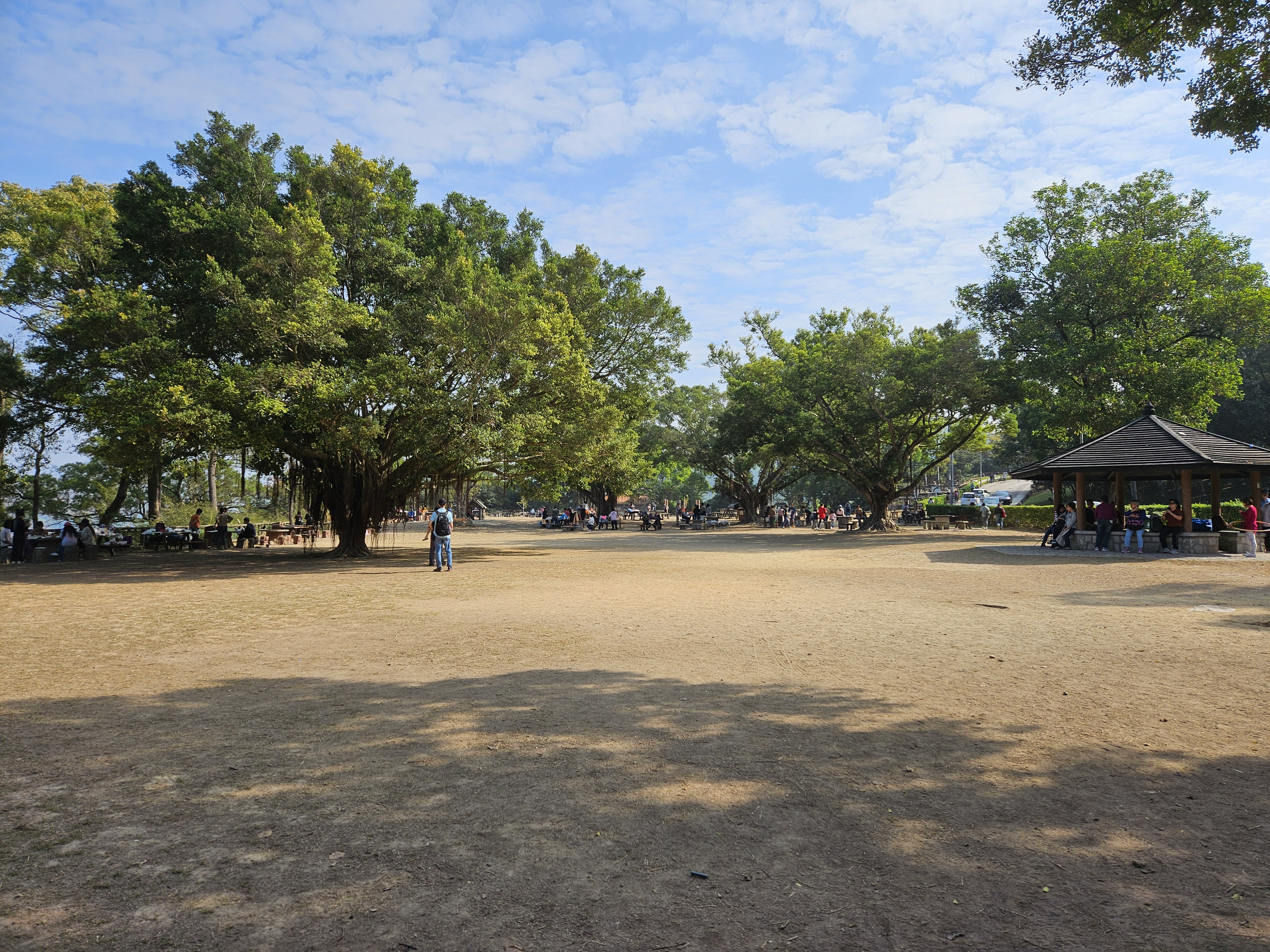
大欖郊野公園

在蓮花山及上塘一帶，1950-1957年代曾有黑鎢礦開採。廢棄的礦坑多數被林木覆蓋，但部份仍可見。

## 地理
大欖郊野公園的大部份地區基岩為花崗岩，表土高度風化，易受侵蝕。過往公園範圍的土壤侵蝕嚴重，有大量劣地，1950年代，香港政府興建大欖涌水塘，在附近山嶺進行大量植樹工程，以減少水土流失的問題。部份地方現仍可見較嚴重的土壤侵蝕，如神仙轍及白虎荒丘等地。
如今大欖郊野公園內已經形成大片由灌木及喬木類為主的樹林，並且成為野生動物、兩棲動物及爬行动物的棲息地。
此外，為了緩和元朗、天水圍新市鎮、錦繡花園、加州花園和落馬洲經屯門公路及大老山隧道交通於1994年-1996年間的壓力；新鴻基地產於1995年上半年興建了大欖隧道，於1998年上半年完成。

## 郊遊路線

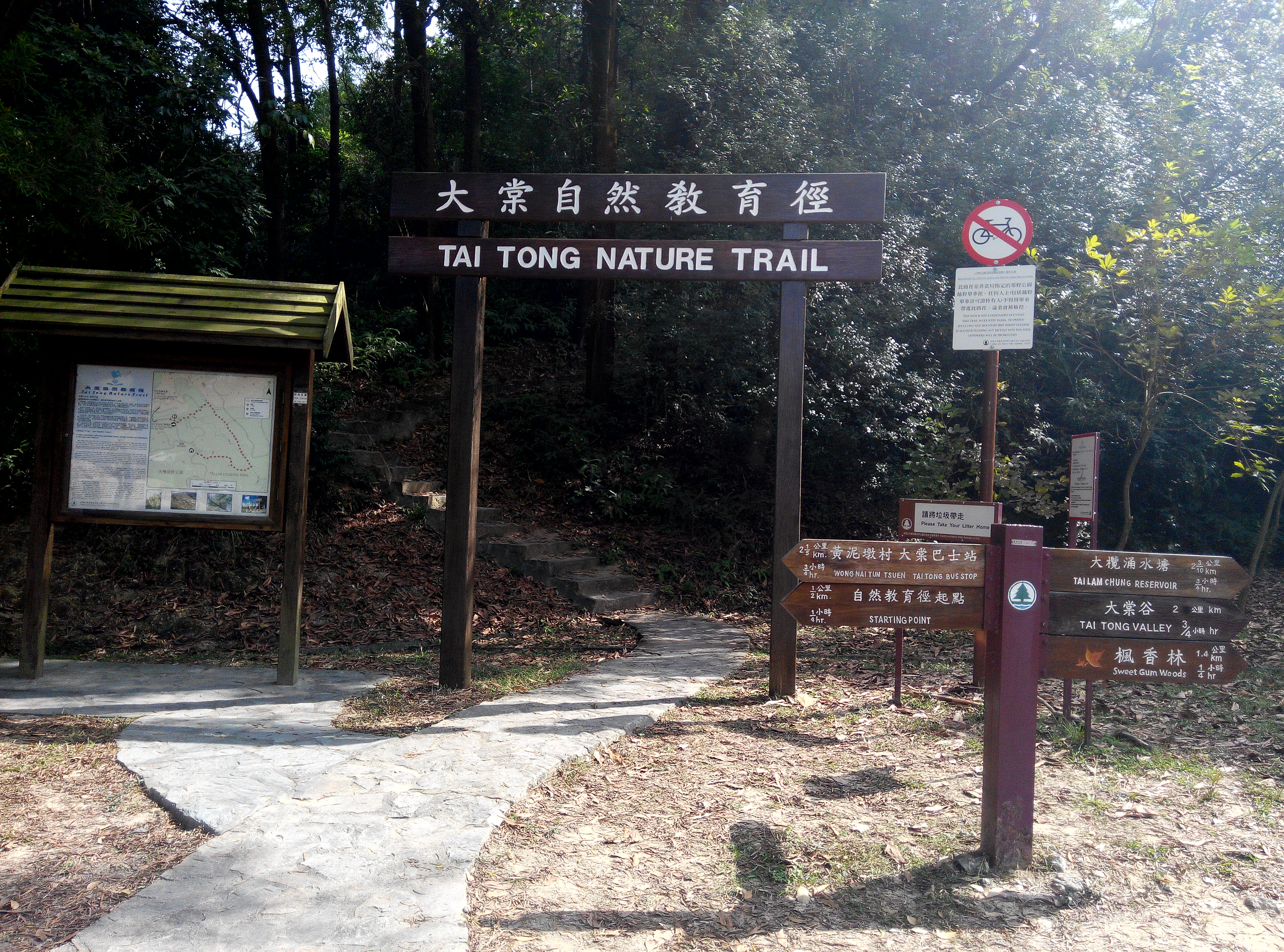
大棠自然教育徑

途經大欖郊野公園的郊遊路線共達12條之多，包括為人熟悉的麥理浩徑第九段及第十段、甲龍林徑及甲龍古道；適合一家大小前往的路線有荃錦自然教育徑、大欖自然教育徑、大棠自然教育徑、大棠樹徑及河背水塘家樂徑； 而為資深的郊遊人士而設的有元荃古道郊遊徑、大欖涌郊遊徑以及圓墩郊遊在郊野公園之西，設有屯門健身徑，提供14個健身站，供鍛練身體 。

## 楓香林

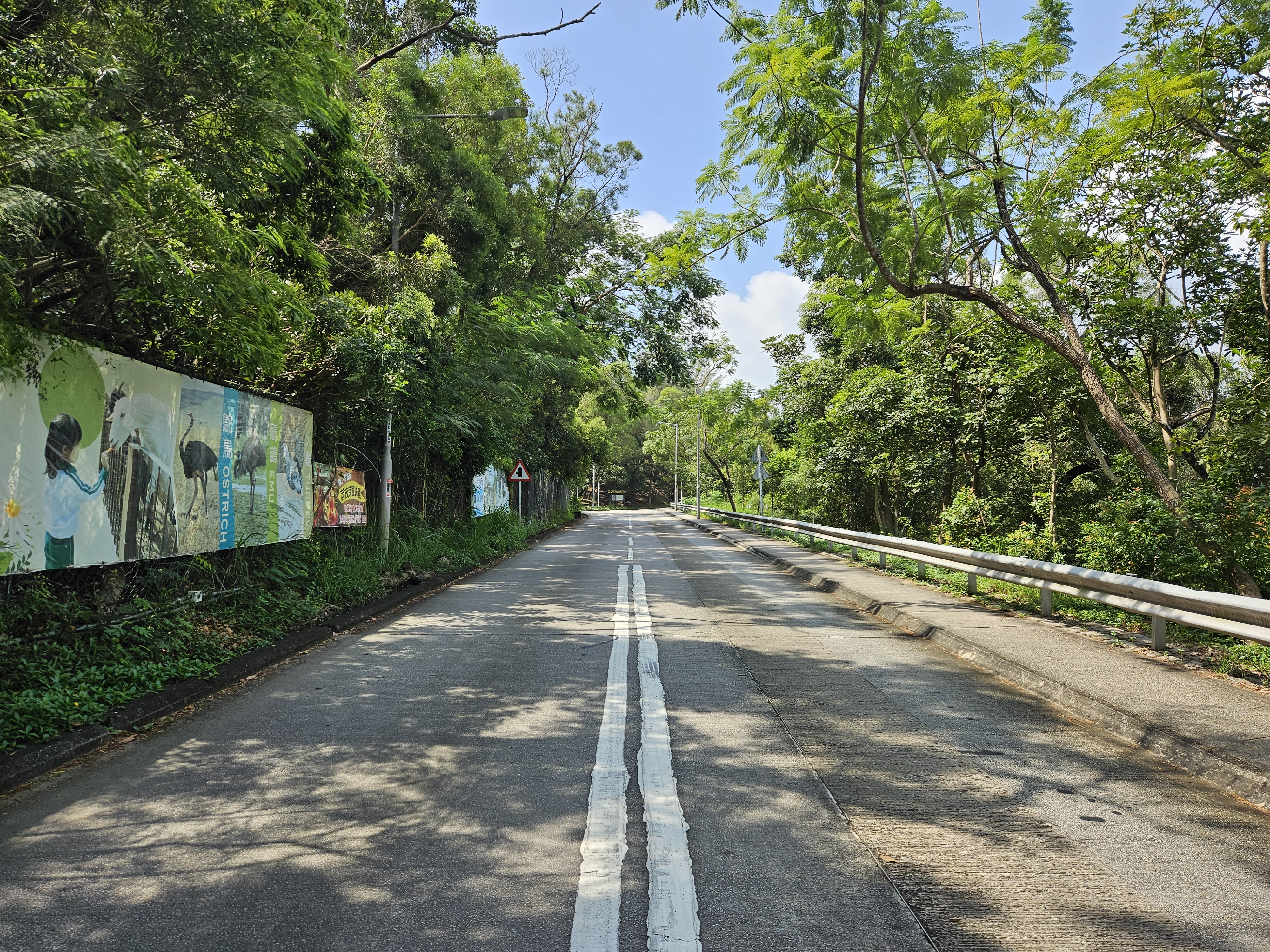
大棠山道

大棠原本以種植台灣相思林為主，後來漁農自然護理署於大欖林道大棠段兩旁密集地栽種枫香树，數量為全港之冠。楓香為金縷梅科楓香樹屬植物，其葉為掌狀3裂，表面綠色，顏色隨季節轉變，入秋後轉變成黃色至翌年春季落葉時轉變成紅色。漁護署提供紅葉指數讓市民參考。
楓香林位於大欖郊野公園內的大欖林道大棠段，其中在大棠山道和大欖自然教育徑的分叉路，再重新轉入大棠山道的兩旁的楓香樹最為密集，裁植的楓香樹一直到吉慶橋才終止。該處成為「賞楓聖地」，紅葉處處，於秋冬更是熱爆全港，每天均有大批遊人前來欣賞紅葉。

## 郊遊設施

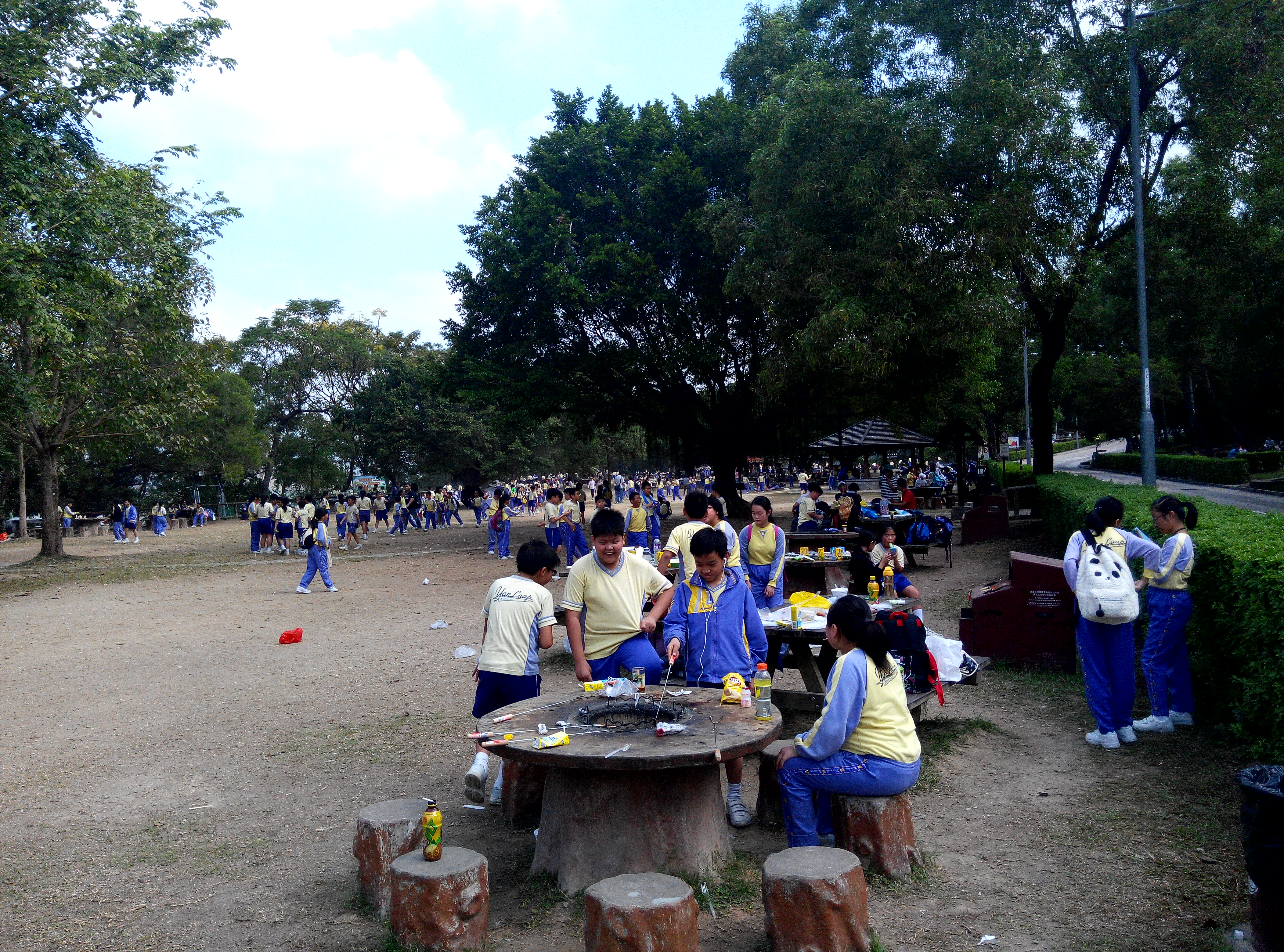
大棠山道燒烤場是學校旅行熱點

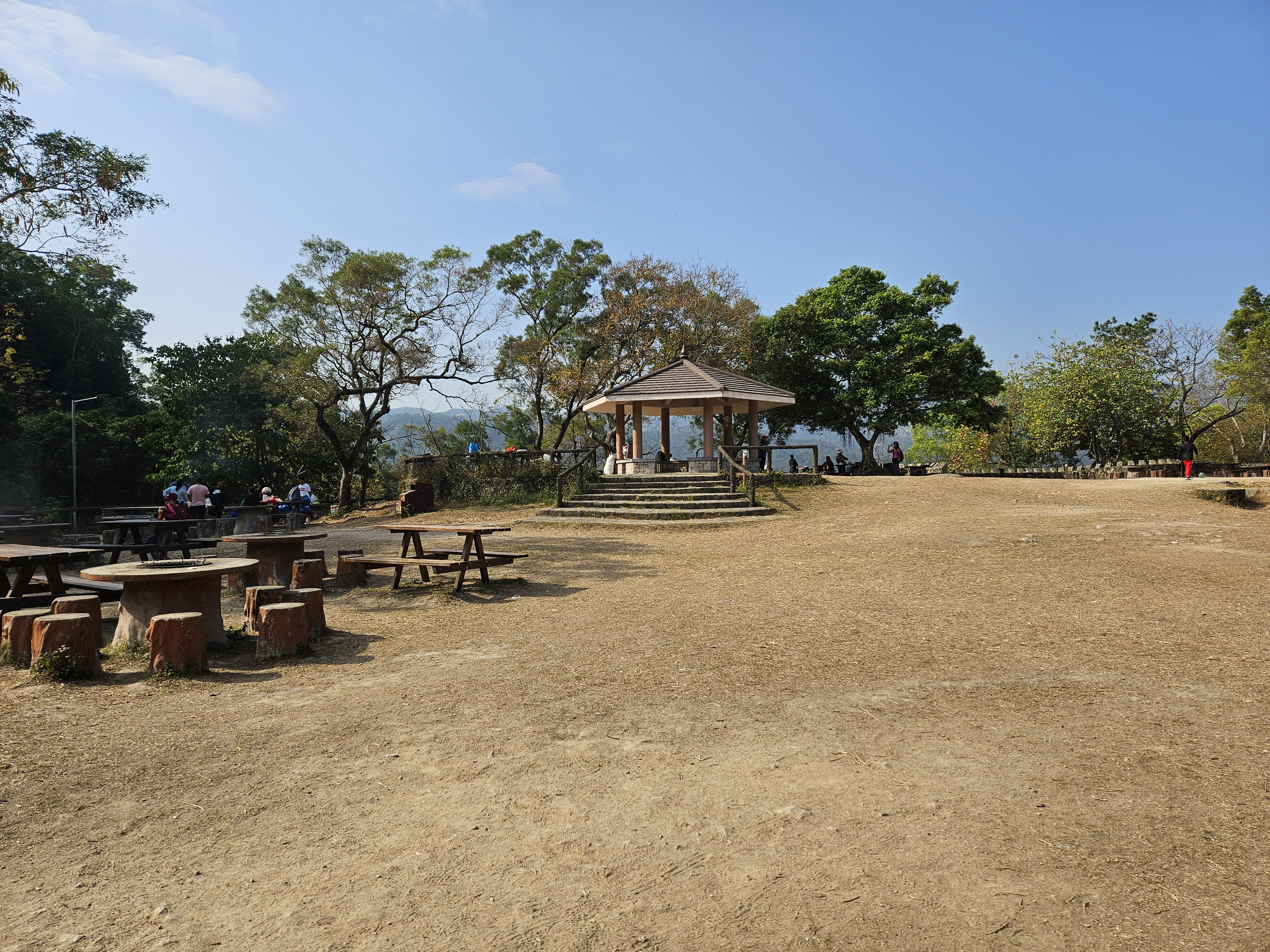
大棠山道燒烤場

大欖郊野公園鄰近屯門，是新界西居民熱門選擇的郊遊地點。在甲龍至河背水塘引水道 、大棠山道及麥理浩徑第十段屯門區都設有燒烤場地，其中的大棠山道和石崗燒烤場地因佔地最廣， 而成為區內學校的旅行熱點 。而在田夫仔 、河背和荃錦坳均設有露營場地供遊客使用，最大的田夫仔營地設有30個營位，而最小的河背營地僅有兩個營位。

### 越野單車徑
2011年，漁農自然護理署與越野單車團體合作，在大欖郊野公園越野單車徑河背段起點設置了一座越野單車體驗設施，設施參考了國際越野單車協會可持續使用路徑的規格建造，分為綠徑（適合初學者）及藍徑（適合進階技術人士），各長200米。2013年3月18日，位於荃錦坳入口附近、全長1.4公里的河背段越野單車徑新段開放，沿途設備跳台及碎石路等；該路段與行山徑分開。

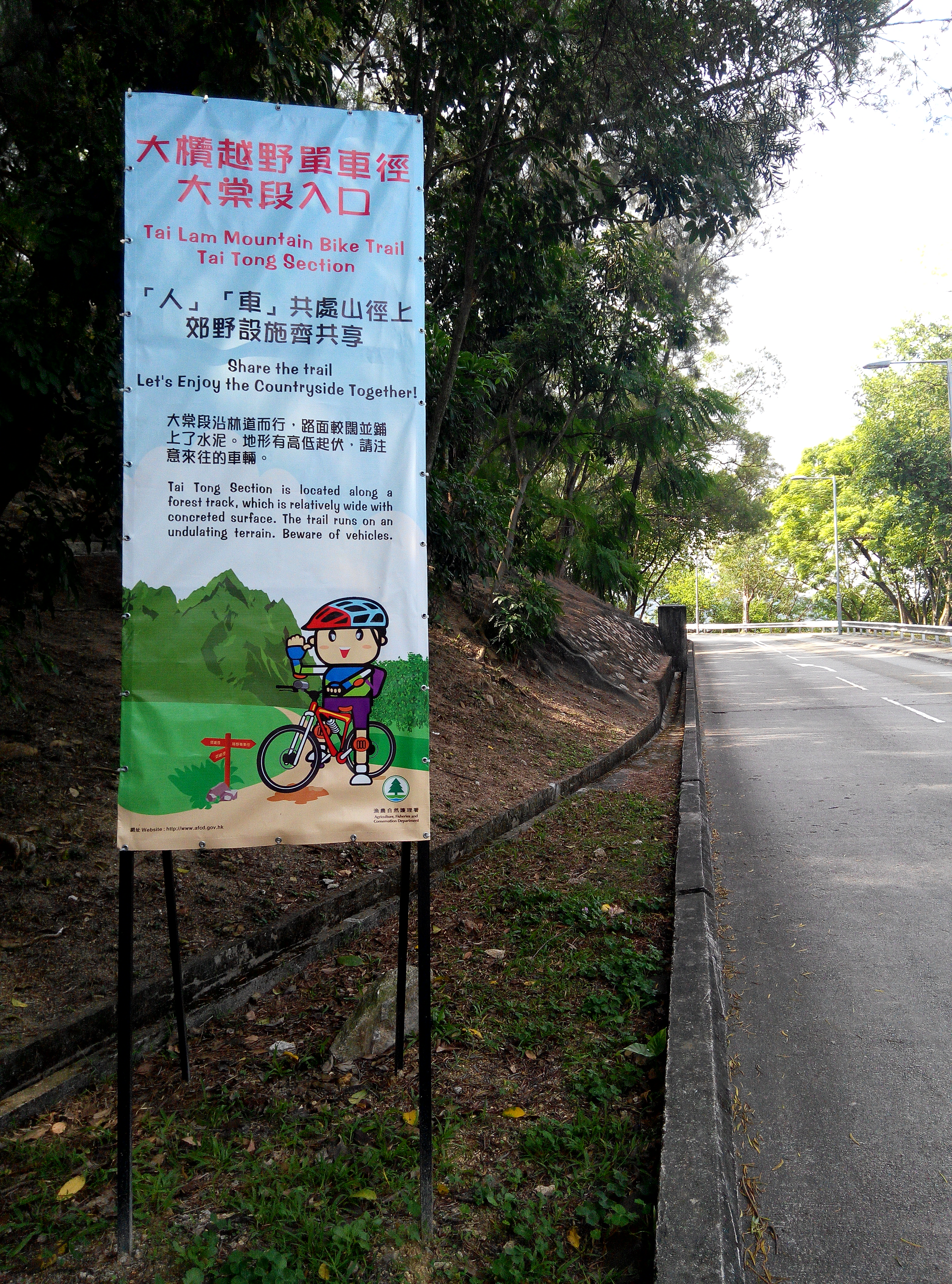
大欖越野單車徑大棠段